# 吴氏肥螈
吴氏肥螈（学名：Pachytriton wuguanfui），一种分布于中华人民共和国广西壮族自治区和湖南省交界地带的两栖动物，隶属于蝾螈科肥螈属。模式产地为广西贺州市姑婆山。种加词取自中国科学院成都生物研究所的吴冠夫教授的姓名，以表彰其对中国两栖爬行类动物研究的贡献。

## 形态特征
吴氏肥螈雄螈全长155.5～163.8毫米，雌螈全长145.3～182.4毫米。头部扁平呈椭圆状，头长大于头宽。身体背面呈棕黑色；腹部、下颌以及四肢腹面颜色较背面浅，具浅橘红色斑或橘黄色斑；泄殖腔及尾下缘为橘红色或橘黄色；指、趾背面观呈橘黄色。